# Lijst van rijksmonumenten in Diepenveen
De plaats Diepenveen telt 27 inschrijvingen in het rijksmonumentenregister. Hieronder een overzicht.
| Object | Oorspronkelijke functie?  | Bouwjaar                                      | Architect          | Locatie                  | Coördinaten?                  | Nr.?   | Afbeelding                                                          |
| --- | ------------------------- | --------------------------------------------- | ------------------ | ------------------------ | ----------------------------- | ------ | ------------------------------------------------------------------- |
| Nederlands Hervormde Kerk voormalige kloosterkerk | Kerk en kerkonderdeel     | begin 15e eeuw (overblijfsel)                 |                    | Kerkplein 4              | 52° 17' 34" NB, 6° 8' 35" OL  | 12888  | Meer afbeeldingen                                                   |
| Toren van de voormalige havezathe "Rande" met hoog leien tentdak met twee windvanen                                                                                          | Kasteel, buitenplaats     | 17e eeuw (metselwerk)                         |                    | Sallandsweg ongenummerd  | 52° 17' 37" NB, 6° 8' 9" OL   | 12889  | Meer afbeeldingen                                                   |
| 'De Brouwerij', gepleisterde woning onder schilddak, genoemd naar de aldaar wonende fam. Brouwer. In de vroege 19e eeuw bekend als herberg 'de Vrolijke Boer'                | Industrie                 | Vermoedelijk 18e eeuw met toevoeging uit 1855 |                    | Dorpsstraat 44           | 52° 17' 33" NB, 6° 8' 39" OL  | 12891  | Meer afbeeldingen                                                   |
| Complex van drie woningen, witgepleisterd. Linkergedeelte onder zadeldak, middengedeelte en rechtervleugel schilddak                                                         | Woonhuis                  | waarschijnlijk 17e eeuw (middengedeelte)      |                    | Kerkstraat 2-4-6         | 52° 17' 31" NB, 6° 8' 36" OL  | 12892  | Meer afbeeldingen                                                   |
| "De Plecht": boerderij op T-vormige plattegrond. 12-ruits vensters met luiken. Schilddak met riet gedekt. Hoekschoorsteen met bord                                           | Boerderij                 | 1869                                          |                    | Sallandsweg 15-17        | 52° 17' 42" NB, 6° 8' 17" OL  | 12893  | Meer afbeeldingen                                                   |
| "Regen": boerderij op T-vormige plattegrond onder met pannen gedekt schilddak op het voorhuis. 12-delige vensters met luiken                                                 | Boerderij                 |                                               |                    | Sallandsweg 18           | 52° 17' 28" NB, 6° 8' 16" OL  | 12894  | Meer afbeeldingen                                                   |
| "Erve Klein Veldhuis": boerderij op L-vormige plattegrond. De korte vleugel met onderkelderde opkamer. Dak met riet gedekt. Vensters voorzien van roedenverdeling met luiken | Boerderij                 |                                               |                    | Veldhuizerdijk 1         | 52° 17' 16" NB, 6° 10' 40" OL | 12895  | Meer afbeeldingen                                                   |
| bijschuur "Erve Klein Veldhuis" | Boerderij                 | 1841                                          |                    | Veldhuizerdijk bij 1     | 52° 17' 15" NB, 6° 10' 40" OL | 387534 | bijschuur "Erve Klein Veldhuis"                                     |
| Abdij Sion, poortgebouw met kapel en gastenverblijf | Klooster, kloosteronderdl | 1911                                          |                    | Vulikerweg 6             | 52° 18' 28" NB, 6° 11' 38" OL | 508965 | Meer afbeeldingen                                                   |
| Abdij Sion, neo-Gotische kruiskerk | Kerk en kerkonderdeel     | 1890                                          | Gerard te Riele    | Vulikerweg 6             | 52° 18' 30" NB, 6° 11' 38" OL | 508966 | Meer afbeeldingen                                                   |
| Abdij Sion, kapittelzaal | Klooster, kloosteronderdl | 1890                                          | Gerard te Riele    | Vulikerweg 6             | 52° 18' 30" NB, 6° 11' 36" OL | 508967 | Meer afbeeldingen                                                   |
| Abdij Sion, kloostergangen | Klooster, kloosteronderdl | 1938-1939                                     | A. Vosman          | Vulikerweg 6             | 52° 18' 31" NB, 6° 11' 37" OL | 508968 | Meer afbeeldingen                                                   |
| Abdij Sion, dienstgebouw | Nijverheid                | 1897                                          |                    | Vulikerweg 6             | 52° 18' 30" NB, 6° 11' 35" OL | 508969 | Meer afbeeldingen                                                   |
| Abdij Sion, L-vormige berceau (oorspronkelijk U-vormig) van dubbele rij beuken                                                                                               | Tuin, park en plantsoen   | 1900-1910                                     |                    | Vulikerweg 6             | 52° 18' 34" NB, 6° 11' 38" OL | 508970 | Meer afbeeldingen                                                   |
| Abdij Sion, rechthoekige begraafplaats omgeven door een haag | Klooster, kloosteronderdl | 1910-1911                                     |                    | Vulikerweg 6             | 52° 18' 30" NB, 6° 11' 40" OL | 508971 | Meer afbeeldingen                                                   |
| Gietijzeren pomp | Straatmeubilair           | ca. 1875                                      |                    | Kerkstraat/Kerkplein     | 52° 17' 32" NB, 6° 8' 35" OL  | 508972 | Meer afbeeldingen                                                   |
| Naai- en breischool | Onderwijs en wetenschap   | 1873                                          | H. van Harten      | Dorpsstraat 43           | 52° 17' 29" NB, 6° 8' 40" OL  | 508973 | Meer afbeeldingen                                                   |
| Huize "Nieuw Rande" | Kasteel, buitenplaats     | ca. 1857                                      | J.D. Zocher (tuin) | Schapenzandweg 3         | 52° 17' 8" NB, 6° 7' 47" OL   | 508975 | Meer afbeeldingen                                                   |
| Huize "Groenendaal" | Woonhuis                  | 1909                                          | Th. Rueter         | Boxbergerweg 72          | 52° 18' 27" NB, 6° 9' 50" OL  | 508976 | Huize "Groenendaal"                                                 |
| Landhuis "De Lankhorst" | Kasteel, buitenplaats     | 1908 en 1910                                  | M. van Harte       | Verlengde Randerstraat 2 | 52° 17' 51" NB, 6° 10' 13" OL | 508978 | Meer afbeeldingen                                                   |
| Dijkstoel van Salland 1ste Rot | Woonhuis                  | midden 19e eeuw                               |                    | IJsseldijk 38            | 52° 17' 22" NB, 6° 7' 17" OL  | 7791   | Meer afbeeldingen                                                   |
| Landhuis Het Overvelde | Kasteel, buitenplaats     | ca. 1800                                      |                    | Boxbergerweg 66          | 52° 18' 19" NB, 6° 10' 4" OL  | 527566 | Landhuis Het Overvelde                                              |
| Het Overvelde, tuin- en parkaanleg | Tuin, park en plantsoen   | 17e of 18e eeuw                               |                    | Boxbergerweg bij 66      | 52° 18' 15" NB, 6° 10' 1" OL  | 527567 | Het Overvelde, tuin- en parkaanleg                                  |
| Het Overvelde, brug | Tuin, park en plantsoen   | vermoedelijk 19e eeuw                         |                    | Boxbergerweg bij 66      | 52° 18' 19" NB, 6° 10' 4" OL  | 527569 | Het Overvelde, brug                                                 |
| Het Overvelde, Woonboerderij De Willigerije, boerenbedrijf tot 1995 | Boerderij                 | ca. 1870                                      |                    | Boxbergerweg 62          | 52° 18' 12" NB, 6° 10' 7" OL  | 527570 | Het Overvelde, Woonboerderij De Willigerije, boerenbedrijf tot 1995 |
| Het Overvelde, grafmonument | Tuin, park en plantsoen   | ca. 1920                                      |                    | Boxbergerweg bij 66      | 52° 18' 19" NB, 6° 10' 4" OL  | 527571 | Het Overvelde, grafmonument                                         |
| Het Overvelde, hekpijlers | Tuin, park en plantsoen   | tweede helft 19e eeuw                         |                    | Boxbergerweg bij 66      | 52° 18' 19" NB, 6° 10' 4" OL  | 527572 | Meer afbeeldingen                                                   |